# Donald Spero
Donald M. Spero (* 9. August 1939 in Chicago) ist ein ehemaliger amerikanischer Ruderer. 1966 war er Weltmeister im Einer.
Seine erste internationale Medaille gewann Spero 1961, als er bei der Makkabiade im Vierer mit Steuermann gewann. 1963 belegte er bei den Ruder-Europameisterschaften zusammen mit Seymour Cromwell den zweiten Platz im Doppelzweier hinter den Tschechoslowaken Vladimír Andrs und Pavel Hofmann aber vor den sowjetischen Ruderern Oleg Tjurin und Boris Dubrowski, die ein Jahr später Olympiasieger in dieser Bootsklasse wurden.
Spero ruderte bei den Olympischen Spielen 1964 im Einer, trat aber zum Finale verletzt an und erreichte das Ziel als Sechster und Letzter. Bei den Europameisterschaften 1964 belegte er den dritten Rang hinter Olympiasieger Wjatscheslaw Iwanow und dem Niederländer Robert Groen. 1965 gewann Spero die Diamond Sculls bei der Henley Royal Regatta. Speros größter Erfolg als Ruderer war der Sieg im Einer bei den Ruder-Weltmeisterschaften 1966 vor Jan Wienese und Jochen Meißner.
Spero war amerikanischer Meister 1963, 1964 und 1966 im Einer, 1963 im Doppelzweier und 1965 im Doppelvierer. Er ruderte für den New York Athletic Club. 1993 wurde er in die International Jewish Sports Hall of Fame aufgenommen.
Nach seinem Physik-Studium an der Cornell University und seiner Promotion an der Columbia University arbeitete er an der University of Maryland in der Forschung an Mikrowellenlampen. Seine Kenntnisse nutzte er für die Gründung seiner Firma Fusion Systems, der er 21 Jahre vorstand. Später unterrichtete er Unternehmenspraxis an der University of Maryland.